# Eupoecila evanescens
Eupoecila evanescens är en skalbaggsart som beskrevs av Lea 1914. Eupoecila evanescens ingår i släktet Eupoecila och familjen Cetoniidae. Inga underarter finns listade i Catalogue of Life.